# 00式個人用防護装備

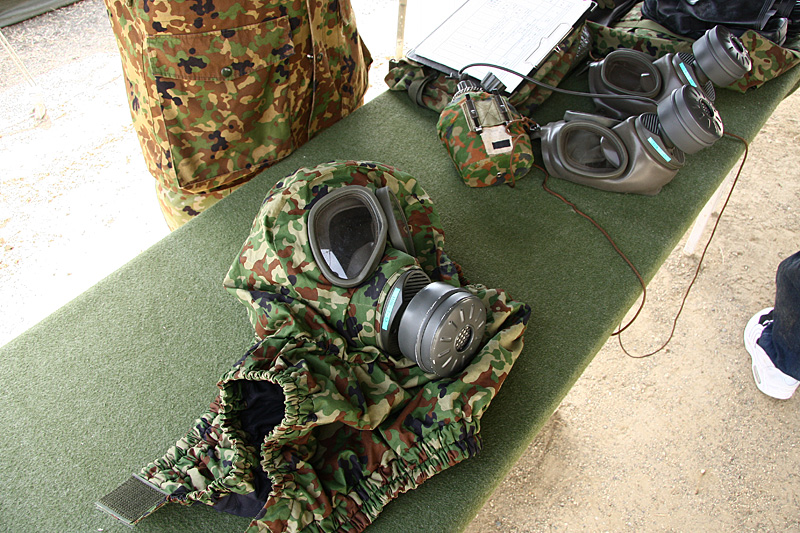
00式防護マスク。手前のものはフードをかぶせ、奥のものは給水チューブ・水筒を接続している

00式個人用防護装備（まるまるしきこじんようぼうごそうび）は、陸上自衛隊の対NBC用装備。化学防護服とガスマスクなどのセットからなる。平成12年に85式防護マスク4型および88式戦闘用防護衣の後継として採用された。翌年から普通科教導連隊や第14普通科連隊等、警備隊区内に重要防護施設が存在する部隊から優先的に配布され、順次戦闘用防護衣との更新が進んでいる。なお、警察の特殊急襲部隊（SAT）にも配布されている。後継は18式個人用防護装備である。

## 概要
- 全備重量：7.7kg
- 防護マスクが内蔵されており、有毒ガス、液滴、空気中を浮遊する微粒子状物質から全身を保護する。防護マスクは旧型よりも視界が広くかつ目ガラスが従来のガラスから強化プラスチックに変更されている。また、従来品と違い眼鏡を着用している隊員もそのまま装着出来るように仕様変更されている[4]。
- 防護マスク、防護衣ともに有毒化学剤およびフォールアウトに対処できる。防護衣は汗を外部・内部へ発散することが出来る[1]。
- 戦闘装着セットと同程度の熱・火炎防護性およびIR偽装性を持つ[4]。
- 防護マスクを装備したままで水を飲める[1]。
- 平成13年度から配備が開始されたため新型迷彩を採用している。
- 防護マスク用の収納袋は旧式と同じく肩掛けもしくは太ももに着用する。初期型はふたの固定方法がドットボタンだったが最新型はベルクロに変更されている。
- 地下鉄サリン事件において防護衣を着用した隊員が作業中尿意を催しても対処できず、実に8時間後作業終了後にトイレに駆け込む事案が発生したため、「排尿」を目的とした装備も封入されている。見た目どころか内容物も「紙オムツ」そのものである。装備（有事）の際、下着と同様に装着するか、下着の上に装着する。

## 構成

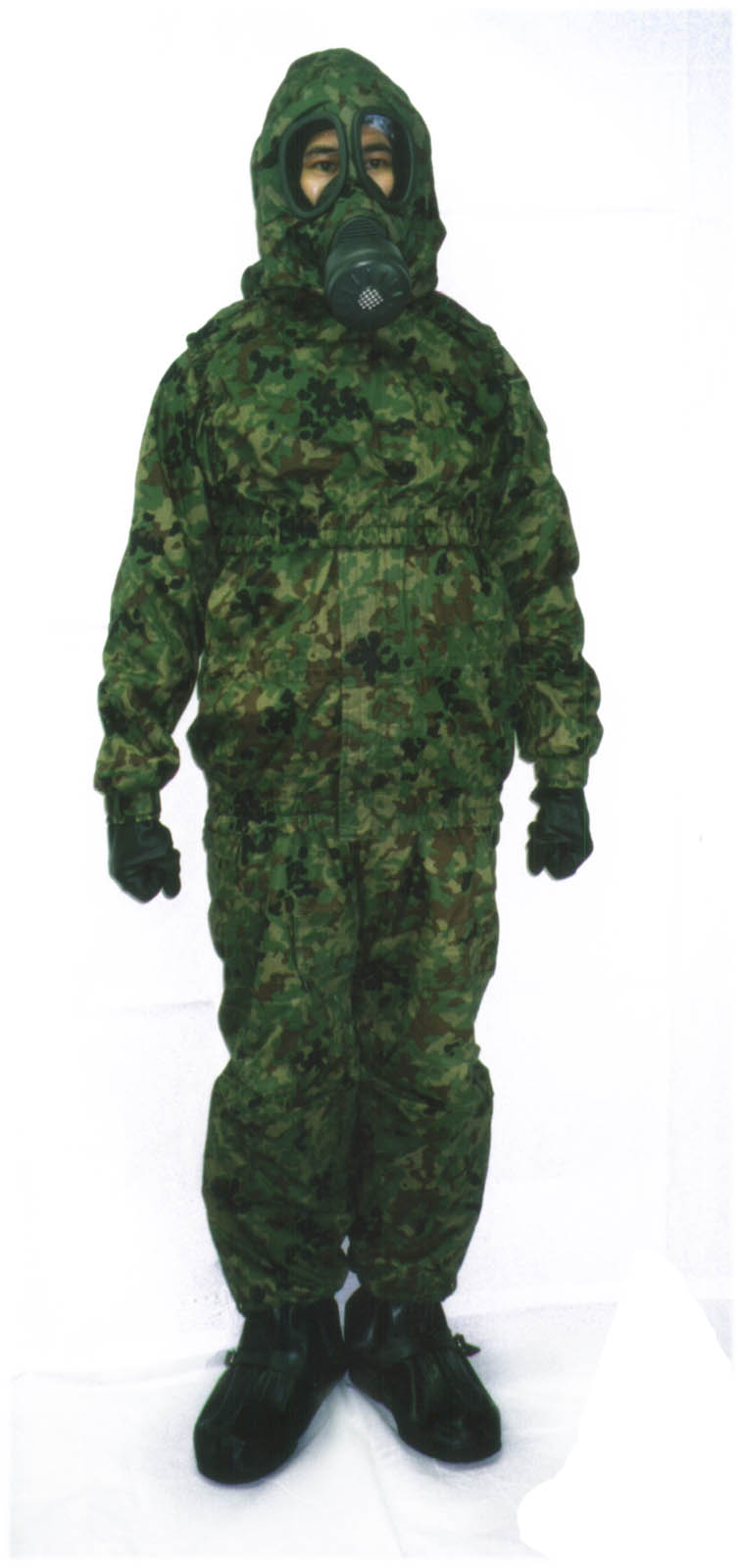
着用状態

- 00式防護マスク
- マスク用フード
- 上衣
- ベルト付き下衣
- ゴム手袋
- ゴムブーツ
- 汗取り手袋
- 大人用おむつ
- 補修用シール
- 簡易検知紙
- 携帯型除染スプレー

## 製作
- 東洋紡
- 興研